# يونيفرسيداد دي لوس أنديز
نادي الأنديز المحلي لكرة القدم (بالإسبانية: Unión Local Andina Fútbol Club) المعروف عادةً باسم جامعة الأنديز / يونيفرسيداد دي لوس أنديز Universidad de Los Andes ، كان نادي كرة قدم فنزويلي تأسس في 1977 في ميريدا وتم حلّه في عام 2023.

## الألقاب
- الدوري الفنزويلي الممتاز
  - الفائزون (2): 1983، 1990-91
- كأس فنزويلا
  - الفائزون (1): 1995–96
- دوري الدرجة الثانية
  - الفائزون (2): 1986، 1994-95